# Gaydon
Gaydon è un paese di 446 abitanti della contea del Warwickshire, in Inghilterra. 
Il paese è noto per la presenza della sede della casa automobilistica Aston Martin.